# Lindernia procumbens
Lindernia procumbens é uma espécie de planta com flor pertencente à família Scrophulariaceae. 
A autoridade científica da espécie é (Krocker) Philcox, tendo sido publicada em Taxon 14: 30. 1965.

## Portugal
Trata-se de uma espécie presente no território português, nomeadamente em Portugal Continental.
Em termos de naturalidade é nativa da região atrás indicada.

## Protecção
Não se encontra protegida por legislação portuguesa ou da Comunidade Europeia.